# گوستاو، افغانستان
گوستاو (به لاتین: Gustaw) یک منطقهٔ مسکونی در افغانستان است که در ولایت بدخشان (افغانستان) واقع شده‌است.